# Referéndums en Costa Rica

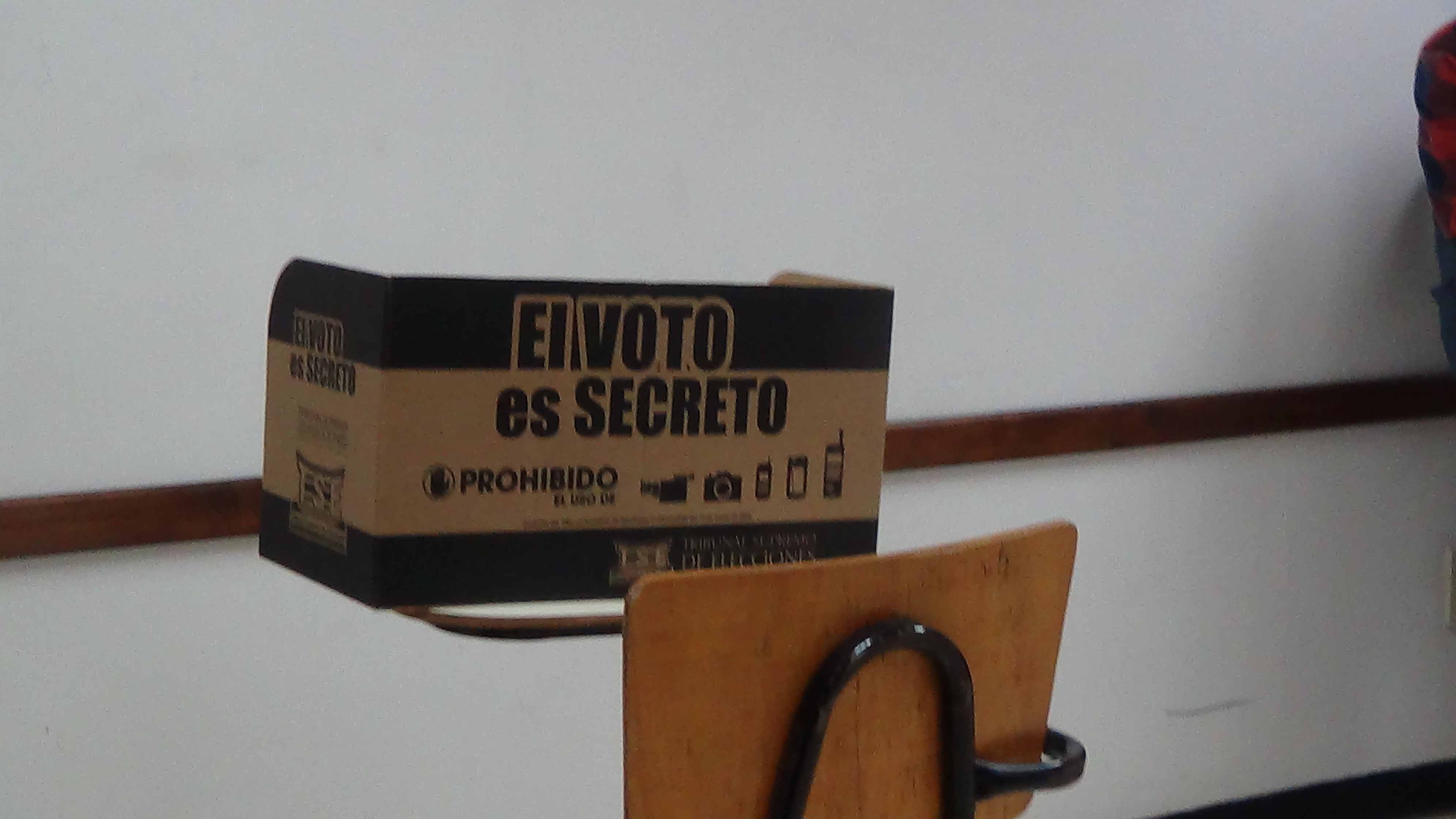
Los referéndums en Costa Rica son procesos electorales.

El referéndum es un mecanismo de consulta popular consagrado en la Constitución y la legislación costarricense que permite la aprobación de iniciativas de ley por medio del voto de la ciudadanía. Está regulado por la Ley de regulación del referéndum o Ley 8492. La actual Constitución lo define así:

Artículo 105.-
El pueblo también podrá ejercer esta potestad mediante el referéndum, para aprobar o derogar leyes y reformas parciales de la Constitución, cuando lo convoque al menos un cinco por ciento (5%)  de  los  ciudadanos  inscritos  en  el  padrón  electoral;  la  Asamblea  Legislativa,  mediante  la  aprobación de las dos terceras partes del total de sus miembros, o el Poder Ejecutivo junto con la mayoría absoluta de la totalidad de los miembros de la Asamblea Legislativa. 
 
El referéndum no procederá si los proyectos son relativos a materia presupuestaria, tributaria,  fiscal,  monetaria,  crediticia,  de  pensiones,  seguridad,  aprobación  de  empréstitos  y contratos o actos de naturaleza administrativa.

A la fecha sólo se ha realizado un referéndum en la historia de Costa Rica desde que está vigente la actual república, el Referéndum sobre el Tratado de Libre Comercio entre Estados Unidos, Centroamérica y República Dominicana en Costa Rica. 

## Proceso
La Ley de Regulación del Referéndum entró en vigor el 4 de abril de 2006 tras su publicación en el diario oficial La Gaceta. Para someter un proyecto de ley a referéndum se requiere presentar la solicitud ante el Tribunal Supremo de Elecciones el cual lo remitirá a Servicios Técnicos para determinar si es legalmente viable someterlo a referéndum. De ser avalada tal cosa, entonces el Tribunal autorizará la recolección de firmas que deberá ser igual a al menos el 5% del padrón electoral (actualmente unas 167000 firmas) en un lapso de nueve meses prorrogables a un mes. De concretarse las firmas el TSE establece una fecha para realizar dicho referéndum que de acuerdo con la ley no puede coincidir con una elección presidencial. El referéndum será solo vinculante cuando participe al menos el 30% del padrón electoral en iniciativas de ley que requieren mayoría simple y al menos el 40% en iniciativas de ley que requieren mayoría calificada como reformas constitucionales y tratados internacionales. No pueden someterse a referéndum entre otras cosas proyectos que rijan sobre temas fiscales, administrativos, presupuestarios o de pensiones. Por disposición de la Sala Constitucional tampoco puede hacerse en temas de Derechos Humanos.

## Referéndums realizados

### Referéndum sobre el Tratado de Libre Comercio entre Estados Unidos, Centroamérica y República Dominicana en Costa Rica

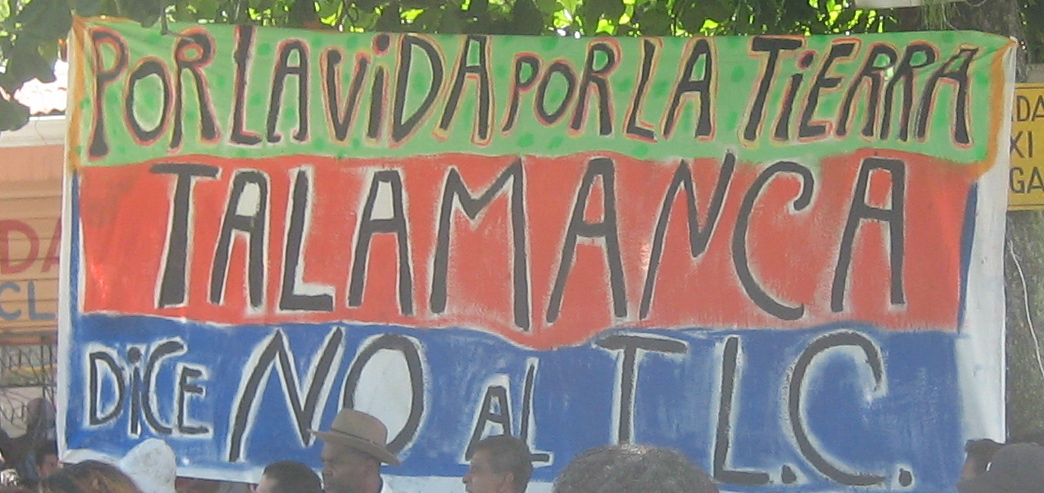
Cartel de opositores al Tratado.

Hasta ahora el único referéndum que se ha realizado, el referéndum sobre el CAFTA o «TLC» como se le conoció popularmente dividió a la opinión pública costarricense y a los diversos partidos políticos. Fue realizado gracias a la iniciativa del exdiputado José Miguel Corrales, opositor al mismo y generó un largo debate nacional de meses. Se impuso la opción Sí con 51% de los votos sobre el 49% del No, mostrando la polarización que ya anunciaban las encuestas.

## Referéndums frustrados

### Referéndum sobre la Ley de Uniones Civiles en Costa Rica de 2010
A mediados de 2008 grupos conservadores y religiosos presentan ante el Tribunal Supremo de Elecciones la solicitud de someter a votación el proyecto de Ley de Uniones Civiles que reconocería a las parejas del mismo. De ser rechazado como los proponentes esperaban el proyecto no podría ser aprobado por vía legislativa. El TSE planteó como fecha tentativa para realizar la consulta el 5 de diciembre de 2010. Entre quienes apoyaban la iniciativa se incluía a diputados de partidos conservadores y cristianos y la Iglesia Católica en Costa Rica. Sin embargo, inmediatamente generó la oposición de la Defensoría de los Habitantes de la República de Costa Rica, partidos progresistas y el propio Movimiento Diversidad, cuyos recursos de amparo electoral fueron rechazados. Un recurso de amparo fue interpueso ante la Sala Constitucional que frenó la organización de la consulta. La Sala fallaría a favor del recurrente argumentando que la legislación concerniente a Derechos Humanos no puede ser sometida a referéndum y que las minorías estarían en desventaja si se permite a las mayorías decidir sobre sus derechos. El matrimonio igualitario sería aprobado en el país vía sentencia judicial cuando la Sala Constitucional encontró que la prohibición al matrimonio entre personas del mismo sexo era inconstitucional.

### Referéndum sobre la Ley de Bienestar Animal
En 2016 organizaciones animalistas frustradas con el poco avance del proyecto de ley 18298 solicitaron al TSE permiso para iniciar la recolecta de firmas para someterlo a referéndum. Debido al abrumador apoyo que había entre la población costarricense (cerca del 90% estaba a favor de la ley) se esperaba que el resultado fuera favorable. El TSE inicialmente permitió la recolección de firmas y estas estuvieron cerca de obtenerse en tiempo récord. Sin embargo, una consulta realizada por diputados opositores a la ley interpuesta ante la Sala Constitucional encontró vicios de constitucionalidad en el texto. Tras esto el TSE canceló el referéndum y detuvo el proceso argumentando que no podía someterse a consulta un proyecto inconstitucional. La Ley fue finalmente aprobada por vía legislativa.

### Referéndum sobre la Ley que convoca a una Asamblea Constituyente
El Movimiento Nueva Constitución liderado por el excontralor Álex Solís presentó ante el TSE la solicitud para someter a referéndum la "Ley que convoca a una Asamblea Constituyente" que, de aprobarse, implicaría la llamada a elecciones para elegir diputados constituyentes que redactarían una nueva constitución que debería entrar en vigencia al 15 de febrero de 2021. La primera propuesta fue rechazada por el Tribunal que encontró tres roces principales de constitucionalidad: el permitir candidaturas independientes y de la sociedad civil, el limitar los alcances de los constituyentes y el no contemplar el refrendo vía referéndum una vez aprobada la Constitución. Los organizadores corrigieron el texto y lo presentaron de nuevo siendo aprobado esta vez y permitiéndoles la recolecta de firmas. Inmediatamente fue interpuesto una acción de inconstitucionalidad contra la decisión del Órgano Electoral por parte de la investigadora Esperanza Tasies argumentando que la Constitución vigente solo permite cambios parciales mediante la figura de Referéndum, deteniendo el proceso.
El miércoles 17 de julio de 2019 mediante resolución 20109-013270 la Sala Constitucional declaró inconstitucional la recolección de firmas para convocar a una Constituyente, estableciendo que la Constitución vigente no permite el uso del referéndum para reformas totales de la Constitución, sólo parciales: "La reforma general de la Constitución sólo puede realizarla una Asamblea Constituyente convocada al efecto y por una ley aprobada por la Asamblea Legislativa mediante votación calificada".

## Referéndums autorizados

### Referéndum sobre la apertura del monopolio de la Refinadora Costarricense de Petróleo (RECOPE)
El grupo "Ya No Más RECOPE" presentó a mediados del 2016 ante el Tribunal Electoral la petitoria para someter a referéndum el monopolio que tiene actualmente la Refinadora Costarricense de Petróleo para la refinación y distribución de combustibles fósiles. El TSE autorizó la recolección de firmas para tal efecto. Un recurso de amparo contra la autorización del referéndum fue interpuesto por la Cámara Costarricense de Empresarios del Combustible, pero éste fue rechazado por la Sala IV.

### Referéndum sobre la Ley de Aprovechamiento de los Recursos Energéticos Nacionales
En noviembre de 2018 el Órgano Electoral autorizó la recolección de firmas para someter a referéndum el proyecto de Ley de Aprovechamiento de los Recursos Energéticos Nacionales, impulsado por el investigador del Instituto Tecnológico de Costa Rica Carlos Roldán y que, de aprobarse, autorizaría la exploración y explotación de petróleo en Costa Rica por parte de la Refinadora Costarricense de Petróleo. Actualmente el país se encuentra bajo una moratoria que prohíbe la explotación petrolera por razones ambientales vigente de 2002. El proyecto recibe el rechazo de la mayoría de organizaciones ambientalistas del país. Sin embargo en el mismo mes fue interpuesto casi inmediatamente un recurso de amparo ante la Sala IV contra la decisión del Tribunal por la diputada del Partido Acción Ciudadana Paola Vega. El recurso fue rechazado. Sin embargo a marzo de 2020 (a tres meses de cerrarse el plazo de ley) los organizadores reportan haber reunido menos del 10% de las firmas necesarias.

## Reféndums bajo estudio de la Sala Constitucional

### Referéndum sobre la Ley del Salario Mínimo Vital
Este referéndum fue solicitado por el colectivo sindical "Patria Justa" liderado por el secretario general de la Asociación Nacional de Empleados Públicos (ANEP) Albino Vargas y pretende que el salario mínimo en la empresa privada se calcule de acuerdo a distintos criterios incluyendo el costo de la vida y el precio de la canasta básica. Al mismo se oponen grupos empresariales incluyendo la Unión Costarricense de Cámaras y Asociaciones de la Empresa Privada (UCCAEP)  argumentando que encarecería demasiado los salarios lo que llevaría a despidos. La UCCAEP interpuso un recurso de amparo contra la realización del mismo aún en revisión. Aunque autorizados para recolectar las firmas, los sindicatos han optado por esperar hasta la resolución de la Corte Constitucional.

## Referéndums y plebiscitos rechazados

### Referéndum para permitir la remoción del presidente y los diputados
A mediados de 2015 el movimiento "Costa Rica Manda" solicitó formalmente al Poder Electoral que permitiera la realización de un referéndum para reformar el artículo 11 de la Constitución que permitiera la revocación de mandato del Presidente y los diputados. La solicitud fue rechazada por unanimidad.

### Plebiscito revocatorio contra el presidente y los diputados
A finales de 2018 dos solicitudes de ciudadanos particulares ante el TSE buscaron que se permitiera la aprobación de un plebiscito revocatorio contra el Presidente de la República y contra los diputados. Ambos fueron rechazados de plano conforme el Ente Electoral manifestó que ni la actual Constitución ni ninguna ley existente permiten tal cosa y que los plebiscitos revocatorios solo son permitidos para alcaldes.

### Referéndum contra el Pacto Mundial para la Migración Segura, Ordenada y Regular
La iniciativa de dos ciudadanos para someter a votación la suscripción costarricense del Pacto Mundial para la Migración Segura, Ordenada y Regular por, según los solicitantes «violentar la soberanía nacional» fue rechazado unánimemente por los magistrados al establecer que: "El ordenamiento jurídico no contempla la posibilidad de que se autorice la recolección de firmas para que, en la eventual y futura acción consultiva, se vote la no tramitación de un proyecto de ley específico o para que se entienda –con solo las rúbricas– una objeción ciudadana a determinada acción del Poder Ejecutivo, como lo sería la suscripción de un acuerdo internacional. En otras palabras, si se autoriza la citada recolección de firmas, ello no podría hacerse con el fin de adversar, desde esa etapa, la firma que, en un pacto multilateral, hizo el Gobierno de la República".

## Plebiscitos
El actual Código Municipal permite la organización de "plebiscitos, referéndums y cabildos" a escala cantonal y distrital, para lo cual los Concejos Municipales deben tener sus propios reglamentos. 

### Plebiscitos revocatorios
A la fecha se han realizado dos plebiscistos revocatorios, ambos para revocar el mandato de un alcalde, estos fueron el Plebiscito revocatorio del alcalde de Pérez Zeledón en 2011 y el Plebiscito revocatorio del alcalde de Paraíso en 2018 respectivamente. El segundo no surtió efecto aunque la opción del sí ganó al no cumplir el mínimo requerido de participación popular,  pues estipula el TSE que: "Para  destituir  al  alcalde  municipal  se  requiere  dos  tercios  del  total  de votos 
emitidos en el plebiscito, y que esos dos tercios no sean inferiores al diez por ciento del total de electores inscritos en el cantón." Convocar un plebiscito revocatorio requiere una moción firmada por al menos un tercio de regidores del Concejo y su aprobación por al menos dos tercios de dicho Órgano Colegiado.